# Abrota
Abrota de Beòcia (Ἀβρώτη) és una personatge de la mitologia grega.
Va ser filla d'Oncestes i germana de Megareu. Va casar-se amb Nisos, rei de Mègara. Era molt estimada per la seva prudència, virtut i modèstia. A la seva mort, els megarencs van lamentar la seva mort, el rei va alçar un magnífic sepulcre en el seu honor, i per perpetuar la seva memòria, va manar les dones del seu regne vestir amb el mateix estil i color que el que havia vestit la difunta el seu darrer any de vida. Aquest vestit va rebre el nom aphabroma (ἀφάβρωμα), en el seu honor. La veneració per Abrota va continuar al llarg del temps i mantinguda pels oracles. Fins i tot quan les dones de Mègara van voler canviar amb el pas dels anys, la sibil·la que van consultar els ho va prohibir. Segons Plutarc, el vestit encara es portava a la seva època.